# Адамишин Анатолій Леонідович
Анатолій Леонідович Адамишин (11 жовтня 1934, Київ — 13 серпня 2025) — радянський і російський дипломат, політик. Надзвичайний та Повноважний Посол (1982).

## Біографія
Дитинство Анатолія Адамишина пройшло у комунальній квартирі в Орликовому провулку у Москві. Мати, співробітниця радянського відомства, виховувала єдиного сина одна, без батька.
На відмінно закінчив економічний факультет МДУ ім. М. В. Ломоносова в 1957 році. Кандидат історичних наук (тема дисертації: «Європейська політика СРСР 1967—1975 р.р. на прикладі Загальноєвропейської наради»).
- У 1957–1959 — референт Першого Європейського відділу МЗС СРСР.
- У 1959–1965 працював у посольстві СРСР в Італійській Республіці: 1959–1961 — стажер, 1961—1962 — аташе, 1962–1964 — третій секретар, 1964–1965 - другий секретар.
- У 1965–1971 працював у Першому Європейському відділі МЗС СРСР: 1965–1966 — другий секретар, 1966—1968 — перший секретар, 1968–1970 — радник, 1970–1971 — експерт-консультант.
- У 1971—1973 — співробітник, головний радник Управління з планування зовнішньополітичних заходів (УПВМ) МЗС СРСР.
- У 1973–1978 — начальник Управління із загальних міжнародних проблем МЗС СРСР.
- У 1978–1986 — завідувач Першого Європейського відділу, член Колегії МЗС СРСР.
- У 1986–1990 — заступник міністра закордонних справ СРСР. У його відання входили гуманітарні та культурні зв'язки, включаючи ЮНЕСКО, а також Африка, де головною була участь у врегулюванні конфлікту на Півдні Африки та наданні незалежності Намібії.
- У 1987–1990, одночасно, голова Комісії СРСР у справах ЮНЕСКО.
- У 1990–1992 — посол СРСР, потім Росії в Італійській Республіці.
- З жовтня 1992 — перший заступник міністра закордонних справ Росії, у тому числі опікувався відносинами з країнами СНД.
- 12 грудня 1993 р. був обраний депутатом Державної думи за списком блоку «Яблуко». Залишився на посаді заступника міністра, і у зв'язку з цим склав депутатські повноваження 11 травня 1994 року. Участь у роботі Думи не брав, номінально був членом Комітету у справах СНД та зв'язків із співвітчизниками.
- З жовтня 1994 — посол Росії у Великій Британії.
- У 1997–1998 — міністр Російської Федерації зі співпраці з державами СНД.
- У 1998–2005 — віце-президент, радник голови ради директорів Акціонерної фінансової корпорації (АФК) «Система».
- У 1999 — завідувач кафедри зовнішньої політики Російської академії державної служби за президента Росії.
- У жовтні 2000 року став одним із засновників Фонду милосердя імені Анни Павлової.
- З 2004 — президент Асоціації євроатлантичного співробітництва.

Старший науковий співробітник Інституту Європи РАН.
Надзвичайний та Повноважний Посол (з 12 липня 1982 року). Член Ради із зовнішньої та оборонної політики. Знає італійську, англійську, французьку, українську мови.
У 2004 році вступив до Російської демократичної партії «Яблуко».

## Нагороди
Має державні нагороди, у тому числі два ордени Трудового Червоного Прапора (1981, 1984), Дружби народів (1975), «Знак Пошани» (1971). Заслужений працівник дипломатичної служби Російської Федерації.
Кавалер Великого хреста ордену «За заслуги перед Італійською Республікою» (1993).

## Висловлювання
«Дипломату, як, я перепрошую, і повії, важливо сподобатися. Якщо сидітимеш з похмурим виглядом, то всіх відлякаєш. А це означає, що твоя робота не піде: ти просто не отримаєш потрібної інформації».

## Публікації
Має наукові та публіцистичні друковані праці з широкого кола міжнародних проблем, а також мемуарні замальовки. Автор книги «Захід сонця і відродження великої держави» (1993, італійською мовою), мемуарів «Біле сонце Анголи» (М.: Вагріус, 2001) та «У різні роки. Зовнішньополітичні нариси» (М.: Весь Світ, 2016).
- Tramonto e rinascita di una grande potenza: diario polit. dell'ultimo ambasciatore dell'Urss e del primo ambasciatore della Federazione Russa a Roma / Anatilij Adamishin; a cura di Aleksej Hazov; pref. di Francesco Cossiga; [trad. dal russo di Aleksej Hazov]. — Milano: Spirali/Vel, 1995. — 294, [1] с. ISBN 88-7770-421-7
- Английский дивертисмент: заметки (с комментариями) посла России в Лондоне, 1994—1997 гг. — М. : Художественная лит., 2018. — 443, [2] с., [16] л. цв. ил., портр. : ил. ISBN 978-5-280-03804-2